# 1993–1994-es magyar férfi kosárlabda-bajnokság
Az 1993–1994-es magyar férfi kosárlabda-bajnokság a hatvankettedik magyar kosárlabda-bajnokság volt. Huszonhat csapat indult el, az előző évi első négy helyezett az osztrák, magyar, cseh, szlovák és szlovén csapatok részvételével tartott Szuperligában szerepelt, a többiek két csoportban (A csoport: 5-16. helyezettek, B csoport: 17-25. helyezettek plusz a feljutó) két kört játszottak. Az alapszakasz után a Szuperligában szereplő négy csapat és az A csoport 1-4. helyezettjei az egymás elleni eredményeiket megtartva a másik csoportból jövőkkel újabb két kört játszottak, majd play-off rendszerben játszottak a bajnoki címért. Az A csoport 5-8. helyezettjei play-off rendszerben játszottak a helyezésekért. Az A csoport 9-12. és a B csoport 1-4. helyezettjei az egymás elleni eredményeiket megtartva a másik csoportból jövőkkel újabb két kört játszottak, majd play-off rendszerben játszottak az A csoportba kerülésért. A B csoport 5-10. helyezettjei az egymás elleni eredményeiket megtartva újabb két kört játszottak a kiesés elkerüléséért.
A Falco SE új neve Falco KC lett.
A Videoton SC új neve Fehérvár KC lett.
A Siófoki Azulev KKE új neve Balatel KE lett.

## Alapszakasz

### Szuperliga csoport
| #  | Csapat                   | M | Gy | V | K+  | K-  | P  |
| -- | ------------------------ | - | -- | - | --- | --- | -- |
| 1. | Körmend KC               | 6 | 4  | 2 | 440 | 403 | 10 |
| 2. | Tungsram-Honvéd BT       | 6 | 4  | 2 | 466 | 442 | 10 |
| 3. | Szolnoki Olajbányász     | 6 | 4  | 2 | 423 | 436 | 10 |
| 4. | Zalaegerszegi TE-Goldsun | 6 | 0  | 6 | 425 | 473 | 6  |

### A csoport
| #   | Csapat               | M  | Gy | V  | K+   | K-   | P  |
| --- | -------------------- | -- | -- | -- | ---- | ---- | -- |
| 1.  | Albacomp             | 22 | 17 | 5  | 2061 | 1798 | 39 |
| 2.  | Soproni Ászok KC     | 22 | 14 | 8  | 1846 | 1804 | 36 |
| 3.  | Atomerőmű SE         | 22 | 14 | 8  | 1866 | 1770 | 36 |
| 4.  | Falco KC             | 22 | 14 | 8  | 1734 | 1672 | 36 |
| 5.  | Kaposvári KC         | 22 | 14 | 8  | 1975 | 1844 | 36 |
| 6.  | Debreceni SI-Tegáz   | 22 | 13 | 9  | 1690 | 1700 | 35 |
| 7.  | Bajai Bácska KSE     | 22 | 12 | 10 | 1896 | 1794 | 34 |
| 8.  | Csepel SC            | 22 | 11 | 11 | 1813 | 1858 | 33 |
| 9.  | Hódmezővásárhelyi KK | 22 | 8  | 14 | 1749 | 1830 | 30 |
| 10. | Nagykőrösi KK        | 22 | 8  | 14 | 1701 | 1789 | 30 |
| 11. | Videoton SC          | 22 | 6  | 16 | 1661 | 1800 | 28 |
| 12. | MAFC                 | 22 | 1  | 21 | 1821 | 2154 | 23 |

### B csoport
| #   | Csapat                   | M  | Gy | V  | K+   | K-   | P  |
| --- | ------------------------ | -- | -- | -- | ---- | ---- | -- |
| 1.  | Nyíregyházi TKFSE        | 18 | 14 | 4  | 1598 | 1384 | 32 |
| 2.  | Balatel KE               | 18 | 12 | 6  | 1467 | 1454 | 30 |
| 3.  | Pécsi VSK                | 18 | 11 | 7  | 1661 | 1634 | 29 |
| 4.  | Dombóvári VMSE           | 18 | 10 | 8  | 1664 | 1618 | 28 |
| 5.  | Salgótarjáni KK          | 18 | 9  | 9  | 1569 | 1537 | 27 |
| 6.  | Budafok KE               | 18 | 9  | 9  | 1606 | 1600 | 27 |
| 7.  | Battai KE                | 18 | 8  | 10 | 1505 | 1446 | 26 |
| 8.  | Bajai Honvéd SE-TK       | 18 | 7  | 11 | 1500 | 1613 | 25 |
| 9.  | Miskolci EAFC            | 18 | 6  | 12 | 1572 | 1679 | 24 |
| 10. | Testnevelési Főiskola SE | 18 | 4  | 14 | 1455 | 1632 | 22 |

* M: Mérkőzés Gy: Győzelem V: Vereség K+: Dobott kosár K-: Kapott kosár P: Pont

## Rájátszás

### 1–8. helyért
| #  | Csapat                   | M  | Gy | V  | K+   | K-   | P  |
| -- | ------------------------ | -- | -- | -- | ---- | ---- | -- |
| 1. | Körmend KC               | 14 | 10 | 4  | 1135 | 924  | 24 |
| 2. | Tungsram-Honvéd BT       | 14 | 10 | 4  | 1146 | 993  | 24 |
| 3. | Szolnoki Olajbányász     | 14 | 10 | 4  | 1129 | 1068 | 24 |
| 4. | Albacomp                 | 14 | 8  | 6  | 1176 | 1236 | 22 |
| 5. | Zalaegerszegi TE-Goldsun | 14 | 7  | 7  | 1124 | 1038 | 21 |
| 6. | Soproni Ászok KC         | 14 | 7  | 7  | 1099 | 1202 | 21 |
| 7. | Atomerőmű SE             | 14 | 3  | 11 | 1027 | 1158 | 17 |
| 8. | Falco KC                 | 14 | 1  | 13 | 987  | 1204 | 15 |

Negyeddöntő: Körmend KC–Falco KC 92–63, 82–74, 105–66 és Tungsram-Honvéd BT–Atomerőmű SE 74–70, 81–50, 107–80 és Szolnoki Olajbányász–Soproni Ászok KC 69–77, 73–79, 90–78, 67–73 és Albacomp–Zalaegerszegi TE-Goldsun 84–92, 69–82, 66–67
Elődöntő: Körmend KC–Zalaegerszegi TE-Goldsun 59–62, 56–64, 75–72, 67–81 és Tungsram-Honvéd BT–Soproni Ászok KC 103–82, 90–74, 105–65
Döntő: Tungsram-Honvéd BT–Zalaegerszegi TE-Goldsun 66–70, 76–79, 78–52, 61–55, 90–75
3. helyért: Körmend KC–Soproni Ászok KC 84–69, 91–81, 74–72
5–8. helyért: Albacomp–Falco KC 103–69, 91–73 és Szolnoki Olajbányász–Atomerőmű SE 83–74, 76–68
5. helyért: Szolnoki Olajbányász–Albacomp 73–67, 69–70, 74–69
7. helyért: Atomerőmű SE–Falco KC 95–81, 96–92

### 9–12. helyért
9–12. helyért: Kaposvári KC–Csepel SC 91–77, 96–88, 116–109 és Debreceni SI-Tegáz–Bajai Bácska KSE 82–70, 98–108, 73–65, 65–86, 104–72
9. helyért: Kaposvári KC–Debreceni SI-Tegáz 105–103, 92–108, 94–85

### 13–20. helyért
| #   | Csapat               | M  | Gy | V  | K+   | K-   | P  |
| --- | -------------------- | -- | -- | -- | ---- | ---- | -- |
| 13. | Nagykőrösi KK        | 14 | 11 | 3  | 1156 | 1036 | 25 |
| 14. | Fehérvár KC          | 14 | 10 | 4  | 1149 | 1066 | 24 |
| 15. | Hódmezővásárhelyi KK | 14 | 9  | 5  | 1184 | 1117 | 23 |
| 16. | MAFC                 | 14 | 7  | 7  | 1223 | 1211 | 21 |
| 17. | Nyíregyházi TKFSE    | 14 | 7  | 7  | 1132 | 1104 | 21 |
| 18. | Pécsi VSK            | 14 | 5  | 9  | 1101 | 1210 | 19 |
| 19. | Balatel KE           | 14 | 4  | 10 | 1024 | 1164 | 18 |
| 20. | Dombóvári VMSE       | 14 | 3  | 11 | 1180 | 1241 | 17 |

11–14. helyért: Bajai Bácska KSE–Fehérvár KC 103–74, 86–79 és Csepel SC–Nagykőrösi KK 94–81, 92–97, 86–82
11. helyért: Bajai Bácska KSE–Csepel SC 88–81, 85–93, 89–68
13. helyért: Nagykőrösi KK–Fehérvár KC 101–90, 79–72
15–18. helyért: Hódmezővásárhelyi KK–Pécsi VSK 100–81, 91–64, 86–60 és MAFC–Nyíregyházi TKFSE 89–87, 96–94, 101–91
15. helyért: Hódmezővásárhelyi KK–MAFC 110–82, 96–78
17. helyért: Nyíregyházi TKFSE–Pécsi VSK 102–87, 81–72
19. helyért: Balatel KE–Dombóvári VMSE 92–85, 70–88, 101–83

### 21–26. helyért
| #   | Csapat                   | M  | Gy | V  | K+   | K-   | P  |
| --- | ------------------------ | -- | -- | -- | ---- | ---- | -- |
| 21. | Battai KE                | 18 | 11 | 7  | 1549 | 1400 | 29 |
| 22. | Salgótarjáni KK          | 18 | 11 | 7  | 1535 | 1448 | 29 |
| 23. | Miskolci EAFC            | 20 | 11 | 9  | 1738 | 1744 | 31 |
| 24. | Budafok KE               | 19 | 10 | 9  | 1611 | 1625 | 29 |
| 25. | Bajai Honvéd SE-TK       | 19 | 7  | 12 | 1549 | 1636 | 26 |
| 26. | Testnevelési Főiskola SE | 20 | 7  | 13 | 1552 | 1683 | 27 |

Megjegyzés: A hiányzó meccsek eredményét a Nemzeti Sport nem közölte, de a csapatok végső helyezése ismert.

## Díjak
| 62. Férfi Kosárlabda Magyar Bajnok |
| Tungsram-Honvéd BT 31. bajnoki cím |